# Родні Антві
Родні Антві (нід. Rodney Antwi / англ. Rodney Antwi; нар. 3 листопада 1995, Амстердам, Нідерланди) — нідерландський футболіст ганського походження, вінґер петрівського «Інгульця».

## Клубна кар'єра

### «Утрехт»
Футболом розпочав займатися в аматорському колективі «Де Волевейккерс», після чого перейшов до молодіжної академії «Утрехта». 17 серпня 2014 року дебютував у складі першої команди «Утрехта» в переможному 2:1) домашньому матчі проти «Віллем II», в якому на 69-й хвилині замінив Насера Баразіта. Того ж сезону Антві зіграв чотири матчі в Ередивізі, у трьох з яких виходив на заміну. 24 серпня 2014 року відзначився своїм першим голом за «Утрехт» у переможному (2:1) виїзному поєдинку проти «Феєнорда».
У сезоні 2015/16 років Антві під керівництвом нового тренера Еріка тен Гага не відігравав хвилин в основній команді. Однак, у складі «Йонг Утрехт» став чемпіоном Белофтен Ередивізі та разом з командою вийшов до Еерстедивізі. 5 серпня 2016 року зіграв у першому матчі «Йонг Утрехт» в Еерстедивізі, проти «НАК Бреда». У вище вказаному матчі відзначився першим голом у професіональному футболі за молодіжну команду, яка, незважаючи на це, поступилася з рахунком 1:4.

### «Волендам»
31 січня 2017 року підписав 1,5-річний контракт з «Волендам», з можливістю продовження ще на один сезон. У своєму першому сезоні в новій команді здебільшого залишався запасним нападником. Наступного сезону (2017/18) Антві став гравцем основного складу під керівництвом нового тренера Міші Салдена. Проте по завершенні сезону клуб вирішив не використовувати опцію продовження угоди ще на один рік. У березні 2019 року Родні повідомили, що його контракт з клубом, який завершувався, продовжений не буде.

### «Царско село»
У липні 2019 року вільним агентом перейшов до болгарського клубу «Царско село» (Софія), який минулого сезону вийшов до Першої ліги. 26 липня 2019 року відзначився першим голом «Царско село» у вищому дивізіоні Болгарії, але його команда програла вище вказаний матч з рахунком 1:3 «Дунаву» (Русе). 10 серпня 2019 року в поєдинку чемпіонату проти пловдивського «Ботева» відзначився двома голами та допоміг столичному колективу здобути першу перемогу у вищому дивізіоні чемпіонату Болгарії (2:0).

### «Ваді Дегла»
У січні 2020 року відправився в оренду до єгипетського клубу у «Ваді Дегла». За даними інтернет-порталу Transfermarkt за оренду єгипетський клуб заплатив 175 000 євро. За нову команду дебютував 10 лютого 2020 року в програному (0:3) домашньому поєдинку 17-го туру єгипетської Прем'єр-ліги проти «Аль-Масрі». Антві вийшов на поле на 58-й хвилині, замінивши Марвана Амді. До завершення сезону 2019/20 років виходив на поле в 2-х матчах чемпіонату Єгипту. Наприкінці жовтня 2020 року «Ваді Дегла» викупив нідреландця за 125 000 євро. Проте до завершення сезону 2020/21 років Родні не зміг відзначитися за єгипетський клуб жодним голом у 13-ти зіграних матчах.

### «Інгулець»
23 січня 2022 року підписав контракт з «Інгульцем».

## Статистика виступів

### Клубна
| Сезон                        | Клуб              | Країна            | Змагання          | Змагання | Змагання | Кубок | Кубок | Конт. кубок | Конт. кубок | Інші кубки | Інші кубки | Загалом | Загалом |
| Сезон                        | Клуб              | Країна            | Змагання          | Матчі    | Голи     | Матчі | Голи  | Матчі       | Голи        | Матчі      | Голи       | Матчі   | Голи    |
| ---------------------------- | ----------------- | ----------------- | ----------------- | -------- | -------- | ----- | ----- | ----------- | ----------- | ---------- | ---------- | ------- | ------- |
| 2014/15                      | «Утрехт»          | Нідерланди        | Ередивізі         | 4        | 1        | 1     | 0     | 0           | 0           | 0          | 0          | 5       | 1       |
| 2015/16                      | «Утрехт»          | Нідерланди        | Ередивізі         | 0        | 0        | 0     | 0     | 0           | 0           | 0          | 0          | 0       | 0       |
| 2016/17                      | «Утрехт»          | Нідерланди        | Ередивізі         | 0        | 0        | 0     | 0     | 0           | 0           | 0          | 0          | 0       | 0       |
| 2016/17                      | «Йонг Утрехт»     | Нідерланди        | Еерстедивізі      | 14       | 1        | –     | –     | –           | –           | –          | –          | 14      | 1       |
| 2016/17                      | «Волендам»        | Нідерланди        | Еерстедивізі      | 5        | 0        | 0     | 0     | 0           | 0           | 2          | 0          | 7       | 0       |
| 2017/18                      | «Волендам»        | Нідерланди        | Еерстедивізі      | 28       | 6        | 1     | 0     | 0           | 0           | 0          | 0          | 29      | 6       |
| Усього за кар'єру            | Усього за кар'єру | Усього за кар'єру | Усього за кар'єру | 51       | 8        | 2     | 0     | 0           | 0           | 2          | 0          | 55      | 8       |
| Станом на 1 травня 2018 року |                   |                   |                   |          |          |       |       |             |             |            |            |         |         |